# Oddział ROA na Krymie
Oddział ROA na Krymie (ros. РОА в Крыму) – struktura organizacyjna Rosyjskiej Armii Wyzwoleńczej na okupowanym Krymie podczas II wojny światowej.
W marcu 1943 r. na okupowanym Krymie stał się znany otwarty list gen. Andrieja A. Własowa pt. „Dlaczego poszedłem na wojnę z bolszewizmem?”. Publicznie na niego odpowiedział mianowany przez Niemców burmistrzem Jałty Wiktor I. Malcew, były pułkownik Armii Czerwonej, represjonowany w latach 1938–1939. Jeszcze w marcu 1943 r. wstąpił on w skład Komitetu Rosyjskiego gen. A. A. Własowa, zaś 4 czerwca tego roku opublikowana została w kolaboracyjnej gazecie „Głos Krymu” jego odpowiedź na list gen. A. A. Własowa jako artykuł w formie także otwartego listu pt. „Walka z bolszewizmem – nasz dług”. W poł. czerwca w Eupatorii powstał pierwszy punkt werbunkowy Rosyjskiej Armii Wyzwoleńczej (ROA). Wkrótce takie punkty utworzono po różnych miejscowościach Krymu. Główny oddział werbunkowy znajdował się w Symferopolu. W gazecie „Głos Krymu” pojawiła się rubryka „Kącik Ochotnika”, w której były zamieszczane informacje o formowaniu ROA na Krymie. Zresztą redaktorem naczelnym gazety został por. Bykowicz z ROA. Krymski oddział ROA był ściśle powiązany z niemieckim sztabem propagandy „Krim”. Jego szef płk Frei sprawował nadzór nad oddziałem. Własowcy działający na Krymie – oprócz werbunku do formowanych oddziałów wojskowych ROA – prowadzili też działalność propagandową, przejawiającą się m.in. pisaniem listów propagandowych do żołnierzy Armii Czerwonej i partyzantów. Pod koniec lipca na Krym przybyli absolwenci szkoły propagandystów ROA w Dabendorfie pod Berlinem. Było to grupa krymskotatarskich i kaukaskich dziennikarzy, która po spotkaniu w Niemczech z gen. A. A. Własowem wstąpiła do ROA (m.in. kpt. Borys N. Szyriajew). We wszystkich większych miastach Krymu doszło do publicznych spotkań, na których były przedstawiane wykłady pt. „Obecne Niemcy” i „ROA”. Następnie uczestnikom składano propozycje wstąpienia w szeregi ROA. Niemcy jednakże nie ufali własowskim propagandystom, podejrzewając, że reprezentują interesy rosyjskie, dlatego sprawowali nad nimi silną kontrolę. 22 czerwca 1943 r. doszło do masowego mityngu w Symferopolu z okazji 2 rocznicy ataku Niemiec na ZSRR, na którym poruszono m.in. tematy związane z ROA. Kolejne tego typu masowe zebranie miało miejsce 28 czerwca w Sewastopolu. Pod koniec 1943 r. na Krym przybyły kolaboracyjne oddziały wojskowe, złożone z Kozaków i przedstawicieli Kaukazu, wzmacniając lokalne siły ROA. Oddziały wojskowe ROA na Krymie działały bojowo przeciwko Armii Czerwonej i partyzantom. Poza tym ochraniały różne instalacje militarne armii niemieckiej, magazyny, czy linie komunikacyjne. Partyzanci poprzez swoją gazetę „Krasnyj Krym” prowadzili w szeregach własowców własną propagandę, która zaowocowała dezercjami części żołnierzy z ROA. W walce z partyzantami ROA poniosła duże straty. Do największej akcji doszło 26 lutego 1944 r., kiedy partyzanci z dywersyjnej grupy symferopolskiej organizacji konspiracyjnej zaatakowali na trasie kolejowej Alma-Symferopol pociąg z własowcami, zabijając i raniąc ok. 315 żołnierzy. We wrześniu 1943 r. mianowany generałem przez Niemców W. I. Malcew wyjechał z Krymu do Prus Wschodnich. Większość oddziałów ROA ewakuowała się z wojskami niemieckimi wiosną 1944 r.

## Skład organizacyjny Krymskiego oddziału ROA
Oddziały podporządkowane sztabowi 17 Armii:
- 181 (Wschodnia) Kompania Ochronna
- (Wschodnia) Kompania Ochronna Specjalnego Przeznaczenia
- 162 (Wschodnia) Kompania Ochronna
- 16 (Wschodni) Pluton Pomocniczych Oddziałów Ochronnych
- 1 (Wschodnia) Kompania Pomocniczych Oddziałów Ochronnych 708 Pułku Piechoty
- 1 (Wschodnia) Kompania Pomocniczych Oddziałów Ochronnych 805 Pułku Piechoty
- 1 (Wschodnia) Kompania Pomocniczych Oddziałów Ochronnych 933 Pułku Piechoty
- 3 (Wschodnia) Gospodarcza Kompania 602 Pułku Piechoty
- 4 (Wschodnia) Gospodarcza Kompania 617 Pułku Piechoty
- 591 (Wschodnia) Rzeczna Kolumna Gospodarcza
- dwa plutony (wschodniej) kompanii rezerwowej Hiwisów
- (wschodnia) kompania dla rekonwalescentów
- (wschodnia) kompania rezerwowa Hiwisów (w trakcie formowania)

Oddziały podporządkowane sztabowi 49 Korpusu Strzelców Górskich 17 Armii:
- 4 Ochotnicza (Wschodnia) Kompania Budownicza
- 4 (Wschodnia) Budownicza Kompania Saperów 370 Pułku Piechoty
- (Wschodnia) Techniczna Kompania Budownicza
- 150 (Wschodnia) Lekka Artyleryjska Kolumna Gospodarcza

Oddziały podporządkowane sztabowi V Korpusu Armijnego 17 Armii:
- dwa pododdziały (wschodniego) Jagdkommando